# Dragnet
Dragnet — второй студийный альбом британской рок-группы The Fall, записанный за три дня в начале августа 1979 года в ланкаширской Cargo Studios и выпущенный лейблом Step Forward Records 26 октября.

## История создания
Альбом был записан спустя восемь месяцев после выхода дебютного Live at the Witch Trials, и с тех пор состав группы радикально изменился: в нём остались только фонтмен и автор песен Марк Э. Смит и Марк Райли, который переключился с бас-гитары на гитару. О кадровых переменах, предществовавших релизу, и их влиянии на результат Марк Э. Смит говорил:
Слишком всё перемешалось: музыка, взаимоотношения - я так и знал, что это произойдёт. Мартин <Брама> уже перешёл на другие рельсы. Майк – та сила, которая нам была всегда необходима. После ухода Карла я захотел привлечь в группу Майка; были возражения – он ведь играет необычно, не грохочет изо всех сил, а действительно играет… Вшестером у нас тоже не всё получалось, но прогресс почувствовался. Всё должно было сойтись в Marquee, потому что трения выявляют в нас все лучшее, но Ивонн <Поулетт> там не появилась. Что ж, мы продолжили без неё. Dragnet был записан за несколько дней, через неделю после ухода Ивонн, и все, кроме двух песен, из 11 были написаны после ухода Мартина, потому что не слишком интересно исполнять то, что написал тот, кто ушел из группы… Прежде группа привлекала к себе многих из элитарной аудитории, этих на-Ино-молящихся-болванов, но уход Ивонн этому положил конец.Марк Э. Смит. New Musical Express, 1980
Dragnet стал первым альбомом, в записи которого приняли участие гитарист Крэйг Скэнлон и басист Стив Хэнли, оба — участники The Sirens и Staff 9, группы, сопровождавшей The Fall в турне. Вошедшие в состав в девятнадцатилетнем возрасте, оба составляли его костяк вплоть до середины 1990-х годов. Позже (в фэнзине The Pseud Mag, #2, февраль-март 2005) Райли рассказывал, что сам предложил ввести Скэнлона в состав, потому что не был уверен, что сможет в полной мере заменить ушедшего гитариста Мартина Браму. Во многом именно диссонантный, «царапающий» стиль игры гитариста оформил конфронтационное звучание The Fall, не менявшееся в течение последующих десятилетий.
Для барабанщика-теддибоя Майка Ли (англ. Mike Leigh), имевшего обыкновение играть стоя, этот альбом The Fall оказался первым и последним.
Марк Э. Смит говорил, что альбом ему самому нравился больше чем первый, хотя «в ретроспективе он кажется серым». Иную оценку давал этой пластинке много лет спустя Volume («Невозможно мрачный, отталкивающий второй альбом…»), замечая: студия звукозапии настолько его возненавидела, что даже протестовала против релиза, полагая, что звучание такого качества может повредить её репутации.

## Отзывы критики
Рецензент Melody Maker писал об альбоме: 

Поэзия Смита привлекательна своей сложностью и загадочностью. Цель автора — заставить работать слушателя головой так же напряженно, как работал он сам в момент создания текстов; стоит признать, что путь этот не нов, и иногда Fall начинают напоминать Yes на удвоенной скорости… The Fall позволяют себе слишком многое, забывая, что главный критерий полноценности рок-исполнителя — это способность к участию в двустороннем процессе приобретения и отдачи…. — — Паоло Хьюитт, Melody Maker. «Rise of the Fall». 29 ноября 1980 года.
.
Годы спустя Пит Конкертон писал в Lovecraft fanzine, что интерес Смита к Лавкрафту, М. Р. Джеймсу и другим авторам того же рода наиболее проявилась именно в Dragnet. «Отринувший как карикатурный шок-хоррор который любят метал-фэны, так и готическую угрюмость Bauhaus/Siouxsie, Dragnet остается самым по-настоящему пугающим альбомом из всех, что я знаю… 'A Figure Walks' и 'Spectre vs. Rector' (с упоминанием Yog-Sothoth мимоходом) предоставляют наглядное определение понятию uneasy listening», — писал рецензент.

## Список композиций

### Сторона А
1. «Psykick Dancehall» (Mark E. Smith, Marc Riley) — 3:51
2. «A Figure Walks» (Smith) — 6:13
3. «Printhead» (Smith) — 3:18
4. «Dice Man» (Smith, Riley, Craig Scanlon) — 1:47
5. «Before the Moon Falls» (Mike Leigh, Scanlon, Riley, Steve Hanley, Smith) — 4:35
6. «Your Heart Out» (The Fall) — 3:08

### Сторона B
1. «Muzorewi’s Daughter» (Smith, Kay Carroll) — 3:45
2. «Flat of Angles» (Leigh, Scanlon, Riley, Hanley, Smith) — 4:58
3. «Choc-Stock» (The Fall) — 2:40
4. «Spectre Vs Rector» (Smith, Leigh, Scanlon) — 7:58
5. «Put Away» (Smith) — 3:26

#### Комментарии к песням альбома
- Psykick Dancehall. Открывавшая альбом песня носила автобиографический, документальный характер. Она, по словам Смита, была «…о реальном танцевальном зале в Прествиче… дискотеке без музыки, но — с ясновидящими»[8]. Смит рассказывал о том, что верит в оккультные явления, но не думает о них слишком много, тем более — не является энтузиастом. Он признавал, однако, что «ощущает флюиды» — например, в местах исторических сражений[8].
- A Figure Walks. «Лучший момент альбома… Возможно, самый смешной пример насмешки Смита над индустриальными клише». — Джон Уотсон, NME. — «Песня, написанная по дороге домой в капюшоне, на две трети сокращавшем видимость»[9]. — Марк Э. Смит.
- Dice Man. Смит называл эту песню одной из своих «самых правдивых». Она была написана «по мотивам книги — о человеке, который каждое утро бросает кости, чтобы выбрать для себя тот или иной вариант поведения»[10].
- Spectre Vs Rector. Одна из песен «мистической» тематики; упоминается Йог-Сотот из «The Dunwich Horror» Лавкрафта[11].

## Участники записи
- Mark E. Smith — вокал
- Mike Leigh — ударные
- Marc Riley — гитара, вокал
- Craig Scanlon — гитара
- Steve Hanley — бас-гитара, вокал
- Horace Sullivan (менеджер Кей Кэрролл) — фортепиано, казу